# De jacht op het koperen kanon
De jacht op het koperen kanon is het tweede deel van de Bob Evers-boekenreeks van de schrijver Willy van der Heide.
De jacht op het koperen kanon is het tweede deel van een trilogie waartoe verder de delen Een overval in de lucht en Sensatie op een Engelse vrachtboot behoren.

## Verhaal
Hoofdpersonen van de serie zijn de Nederlandse jongens Arie Roos en Jan Prins en hun Amerikaanse vriend Bob Evers.
De opsporing van de verborgen papiertjes, waarmee in Een overval in de lucht was begonnen, wordt in dit boek voortgezet. Bob ziet kans samen met John en Lois Bennett een van de papiertjes te bemachtigen dat verborgen was in de kolf van een jachtgeweer in een oud Engels landhuis. Het voorlaatste nog ontbrekende papiertje, dat hun concurrent Jeffries in Kaapstad te pakken had gekregen, wordt uiteindelijk in Amsterdam door de ijlings per telefoon gewaarschuwde vader van Jan, de gepensioneerde kolonel Prins, buitgemaakt. Voor het laatste papiertje verzamelen de hoofdrolspelers zich in Alkmaar, waar in het huis van een naar Nederland geëmigreerde Engelse vrouw van een Hollandse zeeman het papiertje in een oud koperen kanonnetje verborgen is. Het lukt echter aan Barnett, een neef en tegenspeler van John en Lois inzake de erfenis van professor Hathaway, om dit papiertje te bemachtigen. Zelf raakt Barnett tijdens een achtervolgingsrace betrokken bij een aanrijding en belandt hij in een Noord-Hollandse politiecel, waarna hij nog juist op tijd kans ziet het papiertje poste restante naar Bromborough, Engeland te laten sturen door een van de politie-agenten.
Het thema van de opsporing van verborgen papiertjes als gevolg van een bepaling in een testament was door de schrijver al enkele jaren eerder gebruikt in het boek De erfenis van een zonderling, dat in 1945 was verschenen onder het pseudoniem Willy Waterman. In dit boek, dat wat betreft de verhaallijn als een voorloper van de Bob Eversserie beschouwd kan worden, was overigens nog geen sprake van de personages die later in de serie gebruikt zouden gaan worden.

## Drukgeschiedenis
De eerste druk werd in een hardcoveruitgave gepubliceerd in 1950, met stofomslag en illustraties van Frans Mettes. Tot 1959 verschenen nog zes drukken.
In 1965 werd het formaat gewijzigd. Het boek werd voortaan gepubliceerd als pocketboek (17,5 × 11,5 cm). De tekst van deze uitgave was door de auteur aanzienlijk bewerkt. De druknummering werd voortgezet en tot 1999 verschenen de volgende drukken:
- 1965 tot 1982: 8e tot 25e druk, omslag van Rudy van Giffen
- 1985 tot 1995: 26e tot 28e druk, omslag van Bert Zeijlstra

Deze trilogie wordt gevormd door de delen 1 t/m 3 van de uitgave in hardcover, hoewel het verhaal  chronologisch gezien na de Zuidzeetrilogie speelt die opgenomen is in de delen 4 t/m 6. Bij de pocketuitgave is van de gelegenheid gebruikgemaakt de volgorde van de eerste zes delen om te draaien. Daarom hebben de oorspronkelijke delen 1 t/m 3 in die uitgave de serienummers 4 t/m 6.
In 1997 werd het verhaal gepubliceerd in een omnibusuitgave, samen met de (oorspronkelijke) delen 1 en 3 van de serie.